# Szöul autóbuszvonal-hálózata

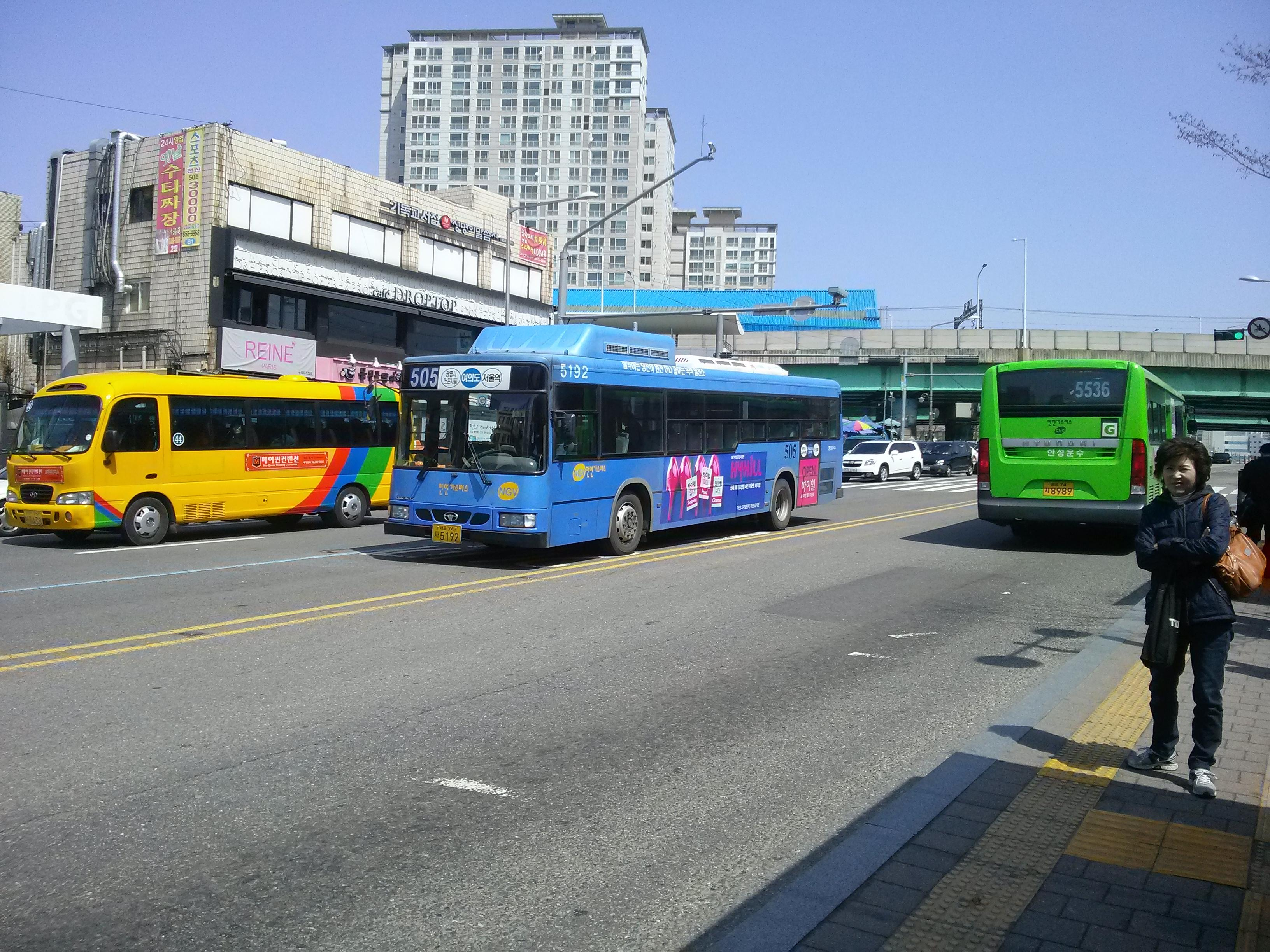
Szöuli buszok

Szöul buszközlekedése 1928-ban indult meg, akkor még japánok által üzemeltetett buszokkal. A város buszai külön buszsávon közlekednek, a járattípusokat szín szerint különböztetik meg, a számozási rendszerük pedig kerületfüggő. A fővárost az ország többi részével expressz- és intercity-buszok kötik össze, melyek hat nagy buszterminálról indulnak. A városon belül a buszok jobbára gázüzeműek vagy elektromos buszok. A városvezetés 2025-ig a flotta 40,5%-át szeretné elektromos buszokra cserélni. 2017-ben a szöuli buszok naponta 4,2 millió utast szállítottak.

## Szöulon belüli közlekedés
A Szöulon belüli buszjáratokat szín szerint különböztetik meg. 2013-ban a városban 70 szolgáltató 397 vonalon 7420 autóbusszal biztosította a szolgáltatást, ebből 363 városi viszonylat volt, 34 pedig reptéri viszonylat.
- kék buszok:  a fő utak mentén közlekednek és hosszabb távolságokat tesznek meg.
- zöld buszok: rövidebb útvonalakon közlekednek, ezek úgynevezett „gyűjtőbuszok”, a metróhoz és a hosszabb útvonalakon közlekedő buszjáratokhoz viszik az utasokat.
- piros buszok: expressz járatok, melyek a külvárosba közlekednek.
- sárga buszok: egy kerületen belüli körjáratok.

### Számozási rendszer
A szöuli utak többségének saját buszsávja van a gyorsabb közlekedés biztosítására. A buszok számozása kerületfüggő.
Szöulon belül
- 0: Csongno-ku (Jongno-gu), Csung-ku (Jung-gu), Jongszan-ku (Yongsan-gu)
- 1: Tobong-ku (Dobong-gu), Kangbuk-ku (Gangbuk-gu), Szongbuk-ku (Seongbuk-gu), Novon-ku (Nowon-gu)
- 2: Tongdemun-ku (Dongdaemun-gu), Csungnang-ku (Jungnang-gu), Szongdong-ku (Seongdong-gu), Kvangdzsin-ku (Gwangjin-gu)
- 3: Kangdong-ku (Gangdong-gu), Szongpha-ku (Songpa-gu)
- 4: Szocsho-ku (Seocho-gu), Kangnam-ku (Gangnam-gu)
- 5: Tongdzsak-ku (Dongjak-gu), Kvanak-ku (Gwanak-gu), Kumcshon-ku (Geumcheon-gu)
- 6: Kangszo-ku (Gangseo-gu), Jangcshon-ku (Yangcheon-gu), Jongdungpho-ku (Yeongdeungpo-gu), Kuro-ku (Guro-gu)
- 7: Unphjong-ku (Eunpyeong-gu), Mapho-ku (Mapo-gu), Szodemun-ku (Seodaemun-gu)

Szöulon kívüli területek
- 1: Idzsongbu (Uijeongbu), Jangdzsu (Yangju), Phocshon (Pocheon)
- 2: Kuri (Guri), Namjangdzsu (Namyangju)
- 3: Hanam, Kvangdzsu (Gwangju)
- 4: Szongnam (Seongnam), Jongin (Yongin)
- 5: Anjang (Anyang), Kvacshon (Gwacheon), Ivang (Uiwang), Anszan (Ansan), Kunpho (Gunpo), Szuvon (Suwon)
- 6: Incshon (Incheon), Pucshon (Bucheon), Kimpho (Gimpo), Kvangmjong (Gwangmyeong), Sihung (Siheung)
- 7: Phadzsu (Paju), Kojang (Goyang)

#### Járatszámozás
| Típus | Kép | Számozási rendszer | Viszonylatok száma |
| ----- | --- | --- | ------------------ |
| Kék   |     | Három számjegyű (honnan–hova–azonosító) Például: 101 1: Honnan (Tobong (Dobong), Kangbuk (Gangbuk), Szongbuk (Seongbuk), Novon (Nowon) 0: Hova (Csongno (Jongno), Csung (Jung), Jongszan (Yongsan) 1: Járat azonosító száma (0-9)                                             | 121                |
| Zöld  |     | Négy számjegyű: (honnan–hova–azonosító) Például: 1212 1: Honnan (Tobong (Dobong), Kangbuk (Gangbuk), Szongbuk (Seongbuk), Novon (Nowon) 2: Hova (Tongdemun (Dongdaemun), Csungnang (Jungnang), Szongdong (Seongdong), Kvangdzsin (Gwangjin) 12: Járat azonosító száma (11-99) | 215                |
| Piros |     | Négy számjegyű: (9–honnan–azonosító) Például: 9212 9: A piros buszok általánosan ezzel kezdődnek 2: A 2-es azonosítójú elővárosi területről indul (Kuri (Guri), Namjangdzsu (Namyangju) 12: Járat azonosító száma (00-99)                                                     | 12                 |
| Sárga |     | Két számjegyű: (kerület–azonosító) Például: 41 4: 4-es azonosítójú kerületben közlekedik (Szocsho (Seocho), Kangnam (Gangnam) 1: Járat azonosító száma (1-9) | 6                  |

## Intercity-járatok
Szöult expressz (koszok (gosok), 고속) és intercity (siö (sioe), 시외) buszjáratok kötik össze a környező városokkal. Ezek általában más-más terminálról indulnak, a csonghap (종합, jonghap) típusú terminálok mindkét típusú buszt indítják. Az expressz járatok csak a célállomáson állnak meg, illetve pihenőhelyeken útközben, valamint az autópályákon közlekednek. Az intercity buszok között is vannak olyanok, amelyek nem állnak meg, csak a célvárosban, ezek a csikheng (직행, jikhaeng) buszok; a hagyományos, több településen is megálló járatok neve ilban (일반). Szöulnak hat nagy buszterminálja van, ezek közül három csonghap (jonghap) (általános) típusú, kettő expresszterminál, egy pedig intercity terminál.
| Terminál                                     | Terminál                                                                             | Terminál                     | Típus     | Kerület                     |
| Név                                          | Átírt                                                                                | Hangul                       | Típus     | Kerület                     |
| -------------------------------------------- | ------------------------------------------------------------------------------------ | ---------------------------- | --------- | --------------------------- |
| Szöuli expresszbusz-terminál (Kjongbu vonal) | Szoul koszokposzu thominol (Seoul gosokbeoseu teomineol) (Kjongbuszon (Gyeongbuseon) | 서울 고속버스터미널 (경부선) | Expressz  | Kangnam-ku (Gangnam-gu)     |
| Szöuli expresszbusz-terminál (Honam vonal)   | Szoul koszokposzu thominol (Seoul gosokbeoseu teomineol) (Honamszon (Honamseon)      | 서울 고속버스터미널 (호남선) | Expressz  | Szocsho-ku (Seocho-gu)      |
| Szöul Szobu intercitybusz-terminál           | Szoul Szobu siö poszuthominol (Seoul Seobu sioe beoseuteomineol)                     | 서울서부시외버스터미널       | Intercity | Unphjong-ku (Eunpyeong-gu)  |
| Szöul Nambu buszterminál                     | Szoul Nambu thominol (Seoul Nambu teomineol)                                         | 서울남부터미널               | Általános | Szocsho-ku (Seocho-gu)      |
| Szangbong buszterminál                       | Szangbong thominol (Sangbong teomineol)                                              | 상봉터미널                   | Általános | Csungnang-ku (Jungnang-gu)  |
| Kelet-szöuli buszterminál                    | Tong Szoul csonghapthominol (Dong Seoul jonghapteomineol)                            | 동서울종합터미널             | Általános | Kvangdzsin-ku (Gwangjin-gu) |

## Járművek
Szöulban 2002-től 2014-ig fokozatosan cserélték le a hagyományos dízelüzemű városi buszokat természetes gázüzemanyag meghajtású járművekre (NGV), 2014-ben pedig megkezdődött a flotta lecserélése hibrid CNG-buszokra, melyek váltakozva képesek elektromos árammal és földgázzal működni. A becslések szerint ez a fejlesztés 30%-kal csökkenti majd az üvegházhatású gázok kibocsátását a városban. A városvezetés 2018-ra 2100-ra akarja növelni a hibrid buszok számát. Szöul a menet közben feltölteni képes elektromos autóbuszokkal is kísérletezik, a Dongwon Group által fejlesztett buszok közül kettőt állítottak forgalomba a fővároshoz közeli Kumi (Gumi)ban 2013-ban.

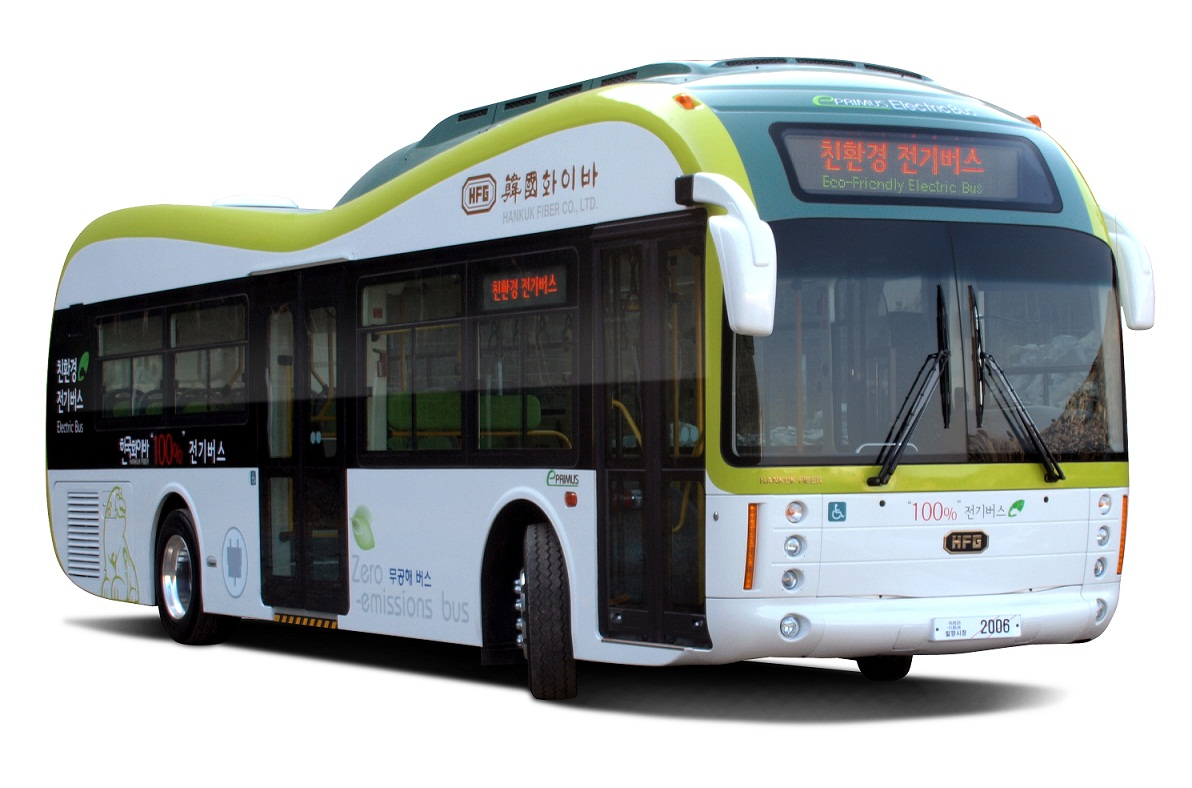
elektromos busz
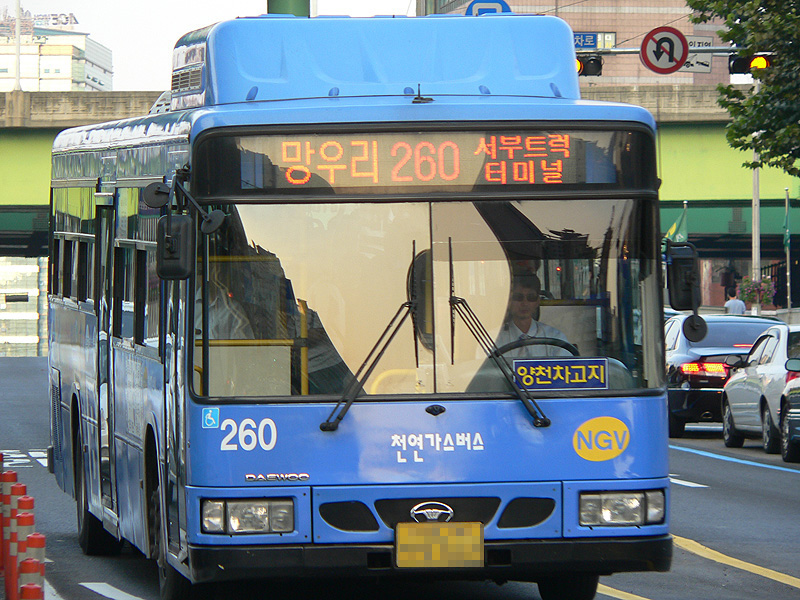
CNG-busz Szöulban